# Gottlieb Roth
Gottlieb Roth (* 29. September 1869 in Hallstatt; † 28. Jänner 1969 ebenda) war ein österreichischer Bergmann und Fossiliensammler.
Gottlieb Roth war der Sohn von Franz Roth. Er sammelte im Hallstätterkalk des Feuerkogels bei Aussee für den Geologen Ernst Kittl Fossilien. Weitere Aufsammlungen stammen unter anderem aus dem Hierlatzkalk des Hierlatz und dem Dachsteinkalk (Megalodonten).